# Небесна сфера
Небесна сфера е понятие, използвано в астрономията и навигацията като практичен инструмент за описване и картографиране на небесните обекти. Тя представлява абстрактна сфера, концентрична със земята и с произволно голям радиус. Космическите тела в действителност са на различни разстояния от земята, но могат да се представят като еднакво отдалечени или проектирани върху нейната повърхност. С добра точност може да се каже, че небесната сфера е мислено проектирана сфера, в чийто център се намира наблюдателят и върху която се счита, че са разположени всички небесни тела.
Въвеждайки понятието небесна сфера, ние приемаме, че всички космически тела са на еднакви разстояния, тоест не се интересуваме от действителните разстояния между тях. Ето защо в сферичната астрономия под разстояние между космически тела или точки от небесната сфера се разбира ъгълът между посоките към тях.
Основните елементи на небесната сфера са линии и точки, които се въвеждат аналогично на тези върху повърхността на земното кълбо. Спрямо тях се определят видимите положения на космическите обекти и се изучават видимите им движения.
Отвесна (вертикална) линия наричаме линията, която преминава през центъра на небесната сфера (който може да съвпада с центъра на Земята и съвпада с направлението на отвеса. Тази линия пробожда небесната сфера в две точки: зенит (Z) – над главата на наблюдателя и надир (') – в противоположна посока. Ако си представим една равнина през центъра на Земята и перпендикулярна на отвесната линия, тя ще пресече небесната сфера в една голяма окръжност, наречена математически хоризонт (NWSE).
Земната ос и нейните продължения до пресичането ѝ с небесната сфера образуват небесната ос POP'.
Точките, в които небесната ос пробожда небесната сфера, се наричат небесни полюси (северен P и южен P'). Полярната звезда се намира много близо до северния небесен полюс.
Голямата окръжност, която преминава през зенита Z, надира и небесните полюси P и P', се нарича небесен меридиан ZPZ'P'.
Голямата окръжност, в която равнината на земния екватор сече небесната сфера, се нарича небесен екватор EQ'WQ.
Пресечните точки на математическия хоризонт с небесния меридиан са точките север N и юг S. Пресечните точки на математическия хоризонт с небесния екватор са точките изток Е и запад W. Правата, която минава през северната и южната точки на хоризонта, се нарича пладнена линия. Нарича се така, защото по нея падат сенките на отвесните предмети на пладне, когато Слънцето е в меридиана на даденото място.
Големият кръг от небесната сфера Z Z', преминаващ през зенита, светилото и надира, се нарича вертикален кръг.